# Isotopes du roentgenium
Le roentgenium (Rg, numéro atomique 111) est un élément synthétique qui n'a par conséquent pas de masse atomique standard. Comme tous les éléments synthétiques, il ne possède aucun isotope stable. Le premier isotope synthétisé est 272Rg en 1994, qui est également le seul isotope directement synthétisé, tous les autres étant des produits de désintégration du nihonium, du moscovium et du tennesse. Sept radioisotopes sont connus, de 272Rg à  282Rg. L'isotope à la plus grande durée de vie connue est 282Rg avec une demi-vie d'environ 2,1 minutes.

## Tables des isotopes
| Symbole de l'isotope | Z (p) | N (n) | Masse isotopique (u) | Demi-vie                  | Mode(s) de désintégration, | Isotope(s)-fils | Spin nucléaire |
| -------------------- | ----- | ----- | -------------------- | ------------------------- | -------------------------- | --------------- | -------------- |
| 272Rg                | 111   | 161   | 272,15327(25)#       | 2,0(8) ms [3.8(+14−8) ms] | α                          | 268Mt           | 5+#,6+#        |
| 274Rg                | 111   | 163   | 274,15525(19)#       | 6,4(+307−29) ms           | α                          | 270Mt           |                |
| 278Rg                | 111   | 167   | 278,16149(38)#       | 4,2(+75−17) ms            | α                          | 274Mt           |                |
| 279Rg                | 111   | 168   | 279,16272(51)#       | 0,17(+81−8) s             | α                          | 275Mt           |                |
| 280Rg                | 111   | 169   | 280,16514(61)#       | 3,6(+43−13) s             | α                          | 276Mt           |                |
| 281Rg                | 111   | 170   | 281,16636(89)#       | 17 (+6−3) s               | FS (90 %)                  | (divers)        |                |
| 281Rg                | 111   | 170   | 281,16636(89)#       | 17 (+6−3) s               | α (10 %)                   | 277Mt           |                |
| 282Rg                | 111   | 171   | 282,16912(72)#       | 2,1 (+1,4-0,6) min        | α                          | 278Mt           |                |

1. ↑  Abréviations :
FS : fission spontanée.
2. ↑  Pas directement synthétisé, produit de désintégration  de 278Nh.
3. ↑  Pas directement synthétisé, produit de désintégration de 282Nh.
4. ↑  Pas directement synthétisé, fait partie de la chaîne de désintégration de 287Mc.
5. ↑  Pas directement synthétisé, fait partie de la chaîne de désintégration de 288Mc.
6. ↑  Pas directement synthétisé, fait partie de la chaîne de désintégration de 293Ts.
7. ↑  Pas directement synthétisé, fait partie de la chaîne de désintégration de 294Ts.